# ديك ريكيتس
ديك ريكيتس (بالإنجليزية: Dick Ricketts)‏ مواليد 04 ديسمبر 1933 في بنسيلفانيا - الوفاة 06 مارس 1988، كان لاعب كرة سلة أمريكي. بدأ مسيرته الاحترافية في سنة 1955. تم اختياره من قبل فريق أتلانتا هوكس خلال الدرافت. بلغ طوله 6 قدم 7 بوصة (2.0 م). اعتزل اللعب في 1958. لعب مع أتلانتا هوكس وسكرامنتو كينغز.

## روابط خارجية
- ديك ريكيتس على موقعبيزبول رفرنس.كوم (الدوري الرئيسي) (الإنجليزية)
- ديك ريكيتس على موقعبيزبول رفرنس.كوم (الدوري الثانوي) (الإنجليزية)
- ديك ريكيتس على موقع إن بي أي (الإنجليزية)
- ديك ريكيتس على موقع سبورتس رفرنس (الإنجليزية)
- ديك ريكيتس على موقع كلية كرة السلة في سبورتس رفرنس.كوم (الإنجليزية)
- ديك ريكيتس على موقع ريلجم (الإنجليزية)
- ديك ريكيتس على موقع بروبوليرز (الإنجليزية)